# باتريك ليبسكي
باتريك ليبسكي (بالبولندية: Patryk Lipski) هو لاعب كرة قدم بولندي من مواليد 12 يونيو 1994، يلعب في مركز الدفاع.

## روابط خارجية
- باتريك ليبسكي على موقع قاعدة بيانات كرة القدم.إي يو (الإنجليزية)
- باتريك ليبسكي على موقع Soccerway.com (الإنجليزية)
- باتريك ليبسكي على موقع عالم كرة القدم.نت (الإنجليزية)